# Antonio Camps
Antonio Camps Bau (Sant Joan de Vilatorrada, Barcelona, España, 24 de mayo de 1938) es un exfutbolista español que se desempeñaba como delantero.

## Clubes
| Club                 | País   | Año       |
| -------------------- | ------ | --------- |
| R. C. D. Español     | España | 1957-1961 |
| F. C. Barcelona      | España | 1962-1965 |
| C. E. Sabadell F. C. | España | 1965-1968 |
| R. C. D. Mallorca    | España | 1968-1969 |